# بخش هاپول (شهرستان ماسکینگوم، اوهایو)
بخش هاپول (به انگلیسی: Hopewell Township) یک منطقهٔ مسکونی در ایالات متحده آمریکا است که در شهرستان ماسکینگام، اوهایو واقع شده‌است.
 بخش هاپول ۱۰۰٫۵ کیلومتر مربع مساحت و ۳٬۰۳۸ نفر جمعیت دارد و ۲۹۵ متر بالاتر از سطح دریا واقع شده‌است.